# Saint-Aubin-sur-Aire
Saint-Aubin-sur-Aire är en kommun i departementet Meuse i regionen Grand Est (tidigare regionen Lorraine) i nordöstra Frankrike. Kommunen ligger i kantonen Commercy som tillhör arrondissementet Commercy. År 2022 hade Saint-Aubin-sur-Aire 177 invånare.

## Befolkningsutveckling
Antalet invånare i kommunen Saint-Aubin-sur-Aire
| Referens: INSEE |